# Магнолия чампака
Магно́лия, или мике́лия, ча́мпака (лат. Magnólia chámpaca) — вид цветковых растений, входящий в род Магнолия (Magnolia) семейства Магнолиевые (Magnoliaceae). Типовой вид секции Микелия (Michelia) подрода Yulania.

## Распространение и использование
Родина магнолии чампаки — Юго-Восточная Азия (Китай, Индия, Малайзия, Мьянма, Непал, Таиланд, Вьетнам). Произрастает в вечнозелёных широколиственных лесах на высоте от 200 до 1600 м над уровнем моря.
Из цветков чампаки выжимается масло, используемое в парфюмерии. Кора чампаки может использоваться в качестве заменителя корицы.

## Ботаническое описание
Магнолия чампака — вечнозелёное дерево, достигающее в высоту 50 м или более.
Листья продолговатые или яйцевидные, заострённые, цельнокрайние, с клиновидным или закруглённым основанием, гладкие, кожистые, длиной 10—30 см, шириной 4,5—10 см, сверху голые, тёмно-зелёные, снизу голые или слабо опушённые. Черешки длиной 2—4 см.
Цветки верхушечные, ароматные. Листочки околоцветника в количестве от 15 до 20, жёлтого или беловатого цвета, обратноланцетовидной формы.
Плоды длиной 7—15 см. Плодики обратнояйцевидные или эллиптические, с 2—4 семенами.
Цветение наблюдается с июня по июль, плодоношение — с сентября по октябрь.

## Таксономия
|  |                                      |  |                                                             |                                                             |                       |  | ещё 5 семейств (согласно Системе APG II) | ещё 5 семейств (согласно Системе APG II) |                              |  |  |  | род Манглиетия      | род Манглиетия       |  |  |
|  |                                      |  |                                                             |                                                             |                       |  | ещё 5 семейств (согласно Системе APG II) | ещё 5 семейств (согласно Системе APG II) |                              |  |  |  | род Манглиетия      | род Манглиетия       |  |  |
|  |                                      |  |                                                             | порядок Магнолиецветные                                     |                       |  |                                          |                                          | подсемейство Магнолиевые     |  |  |  |                     | вид Магнолия чампака |  |  |
|  |                                      |  |                                                             | порядок Магнолиецветные                                     |                       |  |                                          |                                          | подсемейство Магнолиевые     |  |  |  |                     | вид Магнолия чампака |  |  |
|  | отдел Цветковые, или Покрытосеменные |  |                                                             |                                                             | семейство Магнолиевые |  |                                          |                                          | род Магнолия                 |  |  |  |                     |                      |  |  |
|  | отдел Цветковые, или Покрытосеменные |  |                                                             |                                                             |                       |  |                                          |                                          |                              |  |  |  |                     |                      |  |  |
|  |                                      |  | ещё 44 порядка цветковых растений (согласно Системе APG II) | ещё 44 порядка цветковых растений (согласно Системе APG II) |                       |  |                                          | подсемейство Liriodendroidae             | подсемейство Liriodendroidae |  |  |  | ещё более 200 видов |                      |  |  |
|  |                                      |  |                                                             | ещё 44 порядка цветковых растений (согласно Системе APG II) |                       |  |                                          |                                          | подсемейство Liriodendroidae |  |  |  |                     |                      |  |  |

### Синонимы
- Champaca michelia Noronha, 1790
- Magnolia membranacea P.Parm., 1896
- Michelia aurantiaca Wall., 1831
- Michelia blumei Steud., 1841
- Michelia champaca L., 1753basionym
- Michelia champaca var. blumei Moritzi, 1846
- Michelia euonymoides Burm.f., 1768
- Michelia pilifera Bakh.f., 1963
- Michelia pubinervia Blume, 1829
- Michelia rheedei Wight, 1840
- Michelia rufinervis DC., 1817
- Michelia sericea Pers., 1806
- Michelia suaveolens Pers., 1806
- Michelia velutina Blume, 1829, nom. illeg.
- Sampacca euonymoides (Burm.f.) Kuntze, 1891
- Sampacca suaveolens (Pers.) Kuntze, 1891
- Sampacca velutina Kuntze, 1891
- Talauma villosa f. celebica Miq., 1868

## В культуре
В буддизме тхеравады магнолия чампака считается деревом просветления семнадцатого будды прошлого Аттадасси.